# Ливен, Андрей Александрович
Светлейший князь Андрей Александрович Ли́вен (1839—1913) — действительный тайный советник (21.02.1913), московский губернатор (1870—1872), министр государственных имуществ Российской империи (1879—1881).

## Биография
Старший сын князя Александра Карловича Ливена и Екатерины Никитичны Панкратьевой родился в Симферополе 9 (21) июня 1839 года. Окончил 4-ю Московскую гимназию и естественное отделение физико-математического факультета Московского университета (1859).
Служил по ведомству министерства внутренних дел — при канцелярии Лифляндского, Эстляндского и Курляндского генерал-губернатора. С 1865 года — курский, с 1867 — черниговский, в 1869—1870 годах — московский вице-губернатор. В 1870—1872 годах — московский губернатор. С 1862 года — в звании камер-юнкера; с 1874 года — статс-секретарь.
Произведен в действительные статские советники 1 января 1871 года. Со следующего года состоял при графе Валуеве товарищем министра государственных имуществ, с 25 декабря 1879 года возглавлял Министерство государственных имуществ. В 1874 году был назначен статс-секретарём; с 1876 года — сенатор; с 25.12.1879 состоял также членом Государственного совета. С 1 января 1876 года — тайный советник.
Министерством государственных имуществ Ливен руководил до 25 марта 1881 года. Отставка была связана со скандалом, вызванным расхищением башкиркских казённых земель: в 1870-е годы многие высшие чиновники, в т. ч. сам Ливен и другие сотрудники министерства, почти даром получили крупные имения в Уфимской губернии. По распоряжению императора Александра III ему было приказано подать прошение об отставке с поста управляющего министерством, а затем и члена Государственного совета.
От своего имения в Уфимской губернии он был вынужден отказаться. Поселился в своём имении Спасское Московской губернии; в нём устроил обсерваторию.
В. Ф. Джунковский писал о нём:
Это был широко образованный человек, настойчивый в преследуемых им целях, властный… он увлекался и астрономией, устроив в имении обсерваторию и занимаясь наблюдениями. Тут его постигло несчастие. Наблюдая солнце в зените, он не принял необходимых мер предосторожности и ослеп на правый глаз, благодаря чему должен был прекратить эти занятия.
1 января 1910 года вновь был назначен членом Государственного совета. С 6 апреля 1912 года и до конца жизни состоял главноуправляющим Собственной Его императорского Величества канцелярией по учреждениям императрицы Марии.
Умер 2 (15) марта 1913 года.

## Награды
- Орден Святого Станислава 1-й степени (30.08.1872)
- Орден Святой Анны 1-й степени (17.04.1877)
- Орден Святого Владимира 2-й степени (19.02.1880)
- Орден Белого орла (01.01.1911)

Иностранные:
- Австрийский орден Франца Иосифа 1-й степени (1874)
- Мекленбург-Шверинский орден Вендской короны 1-й степени (1879)
- Черногорский орден князя Даниила I 1-й степени (1881)

## Семья
Первая жена (с 1859) — Наталья Степановна Стрекалова (1839—1866), дочь известной московской благотворительницы Александры Стрекаловой и внучка сенатора С. С. Стрекалова. Дети:
- Александр (1860—1901), окончил юридический факультет Санкт-Петербургского университета; в 1888 году был избран почетным мировым судьей Бронницкого уезда Московской губернии, а в 1890 — бронницким уездным предводителем дворянства, после чего был назначен управляющим Дворянским земельным и Крестьянским поземельным банками; имел придворное звание гофмейстера. По словам графа С. Ю. Витте, он был «замечательной нравственной чистоты человек, весьма дельный и владелец больших поместий»; его жена — Александра Петровна Васильчикова (1861—1929), по воспоминаниям современника, «женщина, хотя и красивая, но невероятно большого роста, значительно выше мужа, она была добра и радушна». У них сыновья:
  - Андрей (1884—1949), протоиерей[5];
  - Пётр (1887—1943), деятель масонского движения, основатель ложи «Северное Сияние», участник тайного общества Братство русской правды.
- Александра (1862—15.03.1914[6]), девица, умерла от рака в Москве.

Вторая жена (с 27 октября 1867 года) — Варвара Сергеевна Муханова (08.12.1838—17.04.1897), фрейлина двора, дочь князя С. П. Голицына, вдова А. С. Муханова и мать политика А. А. Муханова. По словам К. Головина, не отличаясь особенной сердечной добротою, княгиня была умна необыкновенно; «она не только отгадывала любую недосказанную мысль, она умела будить и мысль ещё не проснувшуюся». Похоронена в семейном склепе на территории усадьбы Троицкое-Кайнарджи, в сооруженной ею Воскресенской церкви.